# 618132 Verheyen
618132 Verheyen è un asteroide della fascia principale. Scoperto nel 2006, presenta un'orbita caratterizzata da un semiasse maggiore pari a 2,645213 UA e da un'eccentricità di 0,041853, inclinata di 12,054592° rispetto all'eclittica.